# Tyler Blackett
Tyler Blackett, född 2 april 1994, är en engelsk fotbollsspelare som spelar för FC Cincinnati. Han har tidigare spelat för bland annat Manchester United.

## Karriär
Den 15 augusti 2020 värvades Blackett av Nottingham Forest. Den 6 augusti 2021 värvades han av amerikanska FC Cincinnati.